# 第九届澳门国际电影节
第九届澳门国际电影节（英語：9th Macau International Movie Festival）2017年12月20日在澳门开幕，《芳华》是本届电影节最大赢家。

## 提名和得奖
| 最佳影片 - 《芳华》 – 冯小刚 - 《建军大业》 – 刘伟强 - 《老兽》 – 周子阳 - 《七十七天》 – 赵汉唐 - 《羞羞的铁拳》 – 宋阳、张迟昱 - 《巴霍巴利王：磅礴終章》 – S·S·拉傑摩利 - 《我来自纽约2》 – 张爵西 - 《海风吹过零丁洋》 – 杨涧华 | 最佳导演 - 冯小刚 –《芳华》 - 程耳 –《罗曼蒂克消亡史》 - 赵小丁 –《三生三世十里桃花》 - S·S·拉傑摩利 –《巴霍巴利王：磅礴終章》 - 刘伟强 –《建军大业》        |
| 最佳男主角 - 葛优 –《罗曼蒂克消亡史》 - 黄秋生 –《失眠》 - 涂们 –《老兽》 - 黄轩 –《芳华》 - 彭于晏 –《悟空传》 | 最佳女主角 - 章子怡 –《罗曼蒂克消亡史》 - 江一燕 –《七十七天》 - 祝希娟 –《大雪冬至》 - 刘亦菲 –《三生三世十里桃花》 - 倪妮 –《悟空传》                      |
| 最佳男配角 - 无 - 岳云鹏 –《欢乐喜剧人》 - 杜淳 –《罗曼蒂克消亡史》 - 余文乐 –《悟空传》 - 张艺兴 –《建军大业》 - 张一山 –《一纸婚约》                                                                                              | 最佳女配角 - 赵静 –《我是医生》 - 李木子 –《你若安好》 - 闫妮 –《罗曼蒂克消亡史》 - 郑爽 –《悟空传》 - 关晓彤 –《一纸婚约》                                  |
| 最佳编剧 - 《芳华》 – 严歌苓 - 《一纸婚约》 – 李祉萤、张辉 - 《大雪冬至》 – 邢潇 - 《小情书》 – 宋丽颖 - 《老兽》 – 周子阳 | 最佳摄影 - 《巴霍巴利王：磅礴終章》 – 塞特希·库马尔 - 《芳华》 – 罗攀 - 《七十七天》 – 李屏宾 - 《悟空传》 – 关智耀 - 《青春的牙》 – 李承禹                  |
| 最佳新人男演员 - 吕行 –《罗曼蒂克消亡史》 - 崔绍涵 –《青春的牙》 | 最佳新人女演员 - 廖梦心 –《英国博士东北妞》 - 冯婉珍 –《怪物先生历险记》 - 黄婧仪 –《中学时代》                                                              |
| 最佳新锐导演 - 赵小丁 –《三生三世十里桃花》 - 李楠 –《一真见血》 | 最佳制片人 - 李志刚 –《七十七天》 - 《中学时代》 - 袁孝民、李军、石根宝、闫亮 –《我是医生》 - 冯郇 –《暗夜良人》 - 张世君 –《无迹可寻》 - 吴昕昕 –《荒城纪》 |
| 最佳新人导演 - 徐啸力 –《荒城纪》 - 弓子 –《逆境王牌》 | 最佳新锐导演 - 赵小丁 –《三生三世十里桃花》 - 李楠 –《一真见血》                                                                                             |
| 最佳纪录片 - 《课外》 | 最佳音乐 - 《青春的牙》 – 雷诺儿 - 《六年，六天》 – 张倩 - 《暗夜良人》 – 杨嘉松                                                                             |
| 华语电影终身成就奖 - 祝希娟 | 最佳网络电影 - 《大明锦衣卫2》 |